# منتخب أستراليا تحت 19 سنة لاتحاد الرغبي
منتخب أستراليا تحت 19 سنة لاتحاد الرغبي (بالإنجليزية: Australia national under-19 rugby union team)‏ هو ممثل أستراليا الرسمي في المنافسات الدولية في اتحاد الرغبي تحت 19 سنة.